# Casalino
Casalino (piemontesisch und lombardisch Casalìn) ist eine  italienische Gemeinde (comune) mit 1516 Einwohnern (Stand 31. Dezember 2023) in der Provinz Novara (NO), Region Piemont.
Die Nachbargemeinden sind Biandrate, Borgo Vercelli, Casalbeltrame, Casalvolone, Confienza, Granozzo con Monticello, Novara, San Pietro Mosezzo und Vinzaglio.
Das Gemeindegebiet umfasst eine Fläche von 39 km².